# Cassel (Wisconsin)
Cassel es un pueblo ubicado en el condado de Marathon en el estado estadounidense de Wisconsin. En el Censo de 2010 tenía una población de 911 habitantes y una densidad poblacional de 10,69 personas por km².

## Geografía
Cassel se encuentra ubicado en las coordenadas 44°53′45″N 89°53′37″O / 44.89583, -89.89361. Según la Oficina del Censo de los Estados Unidos, Cassel tiene una superficie total de 85.23 km², de la cual 85.21 km² corresponden a tierra firme y (0.02%) 0.02 km² es agua.

## Demografía
Según el censo de 2010, había 911 personas residiendo en Cassel. La densidad de población era de 10,69 hab./km². De los 911 habitantes, Cassel estaba compuesto por el 97.04% blancos, el 0.11% eran afroamericanos, el 0.33% eran amerindios, el 0.33% eran asiáticos, el 0% eran isleños del Pacífico, el 1.32% eran de otras razas y el 0.88% pertenecían a dos o más razas. Del total de la población el 2.41% eran hispanos o latinos de cualquier raza.